# Hammer Mühle
Die Hammer Mühle in der Stadt Viersen war eine Wassermühle mit einem unterschlächtigen Wasserrad.

## Mühlen in Viersen
In der Gemeinde Viersen gab es in früheren Jahrhunderten insgesamt 17 Mühlen. Davon waren vier Rossölmühlen; Johan Mengius off Bosch/Boesch Mühle, Jan Haas Mühle, Thomas Thylen Mühle, und Jan Neikes/Neickes Mühle. Diese wurden durch Pferdekraft betrieben. Weiter gab es zwei Windmühlen, die Hoser- und die Hüsterfeldwindmühle, die beide in Privatbesitz waren.
Anders dagegen war es mit den Wassermühlen. Das Stift St. Gereon in Köln besaß die Grundherrschaft von Viersen und damit das Wasserrecht über die Bäche in Viersen. Die Errichtung von Wassermühlen bedurfte seiner Zustimmung. Das Stift vergab Mühlenrechte als erbliches Lehen und bezog davon eine jährliche Lehnsrente. Diese musste an die Pfarrstelle St. Remigius geliefert werden. Aus den Unterlagen geht hervor, dass es schon 1246 in Viersen zwölf Wassermühlen gegeben hat. Alle Mühlen, mit Ausnahme der Klostermühle, zahlten jährlich einen Sümmer (etwa ein Zentner) Malz als Lehnszins. Es gab in der Herrlichkeit Viersen keinen Mühlenzwang. Alle Bauern konnten mahlen lassen, wo sie wollten.
Diese zwölf Mühlen lagen am:
- „Dorfer Bach“: Kaisermühle, Kimmelmühle, Goetersmühle, Biestenmühle und Schricksmühle
- „Hammer Bach“: Plinzenmühle, Schnockesmühle, Sgoedenmühle, Bongartzmühle, Hüstermühle und Hammer Mühle
- „Rintger Bach“: Klostermühle

## Geographie
Die Hammer Mühle hatte ihren Standort am Hammer Bach an der Bachstraße im Ortsteil Hamm in der Stadt Viersen im Kreis Viersen. Der Mühle vorgelagert war ein Weiher. Der Wasserspiegel vom Hammer Bach lag in diesem Bereich bei 39 m über NN. Die Hammer Mühle war die unterste Mühle am Hammer Bach, oberhalb lag die Hüstermühle.
Der Hammer Bach versorgte über Jahrhunderte sechs Mühlen mit Wasser. Die Pflege und Unterhaltung des Gewässers obliegt dem Wasser- und Bodenverband der Mittleren Niers, der in Grefrath seinen Sitz hat.

## Geschichte
Die Hammer Mühle wurde auch manchmal „Schürkesmühle“ genannt. In alter Zeit war sie die „moele to ham“, die Mühle auf einem von Wasser umgebenen Landstück. Nach diesem Viersener Hamm bekamen dann der Bach, die Mühle und schließlich auch die Honschaft ihren Namen.
Die Kornmühle mit einem Mahlgang wurde von einem unterschlächtigen Wasserrad angetrieben. Im Jahre 1809 betrug die tägliche Mahlfähigkeit der Mühle fünf Malter Getreide (Ein Malter = drei Zentner). Der Mühlenbetrieb wurde 1906 eingestellt und der Mühlenweiher verfüllt. Die weitgehend unversehrten Gebäude werden heute landwirtschaftlich und gewerblich genutzt.

## Galerie

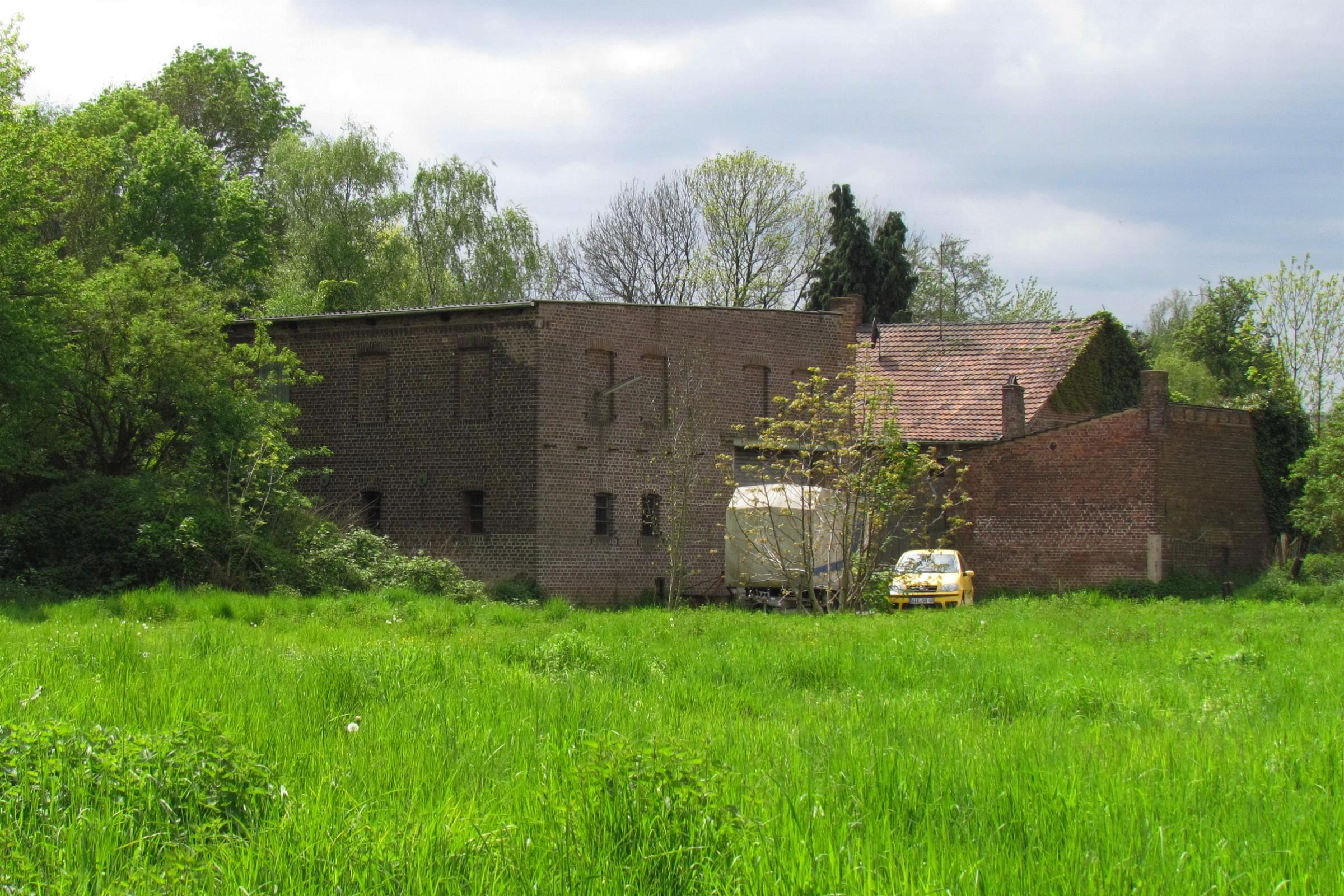
Rückseite der Hammer Mühle
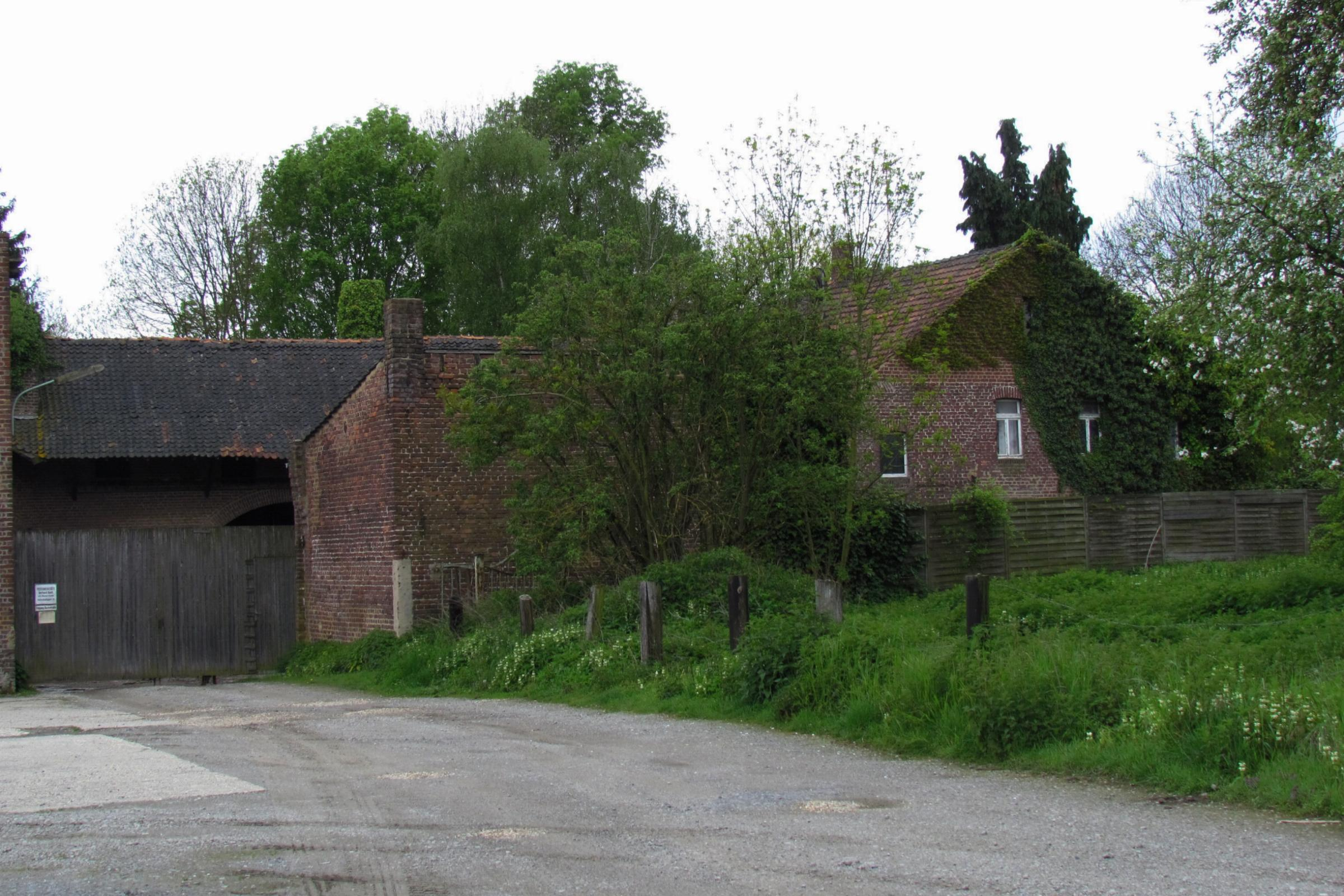
Wohnhaus mit Toreinfahrt
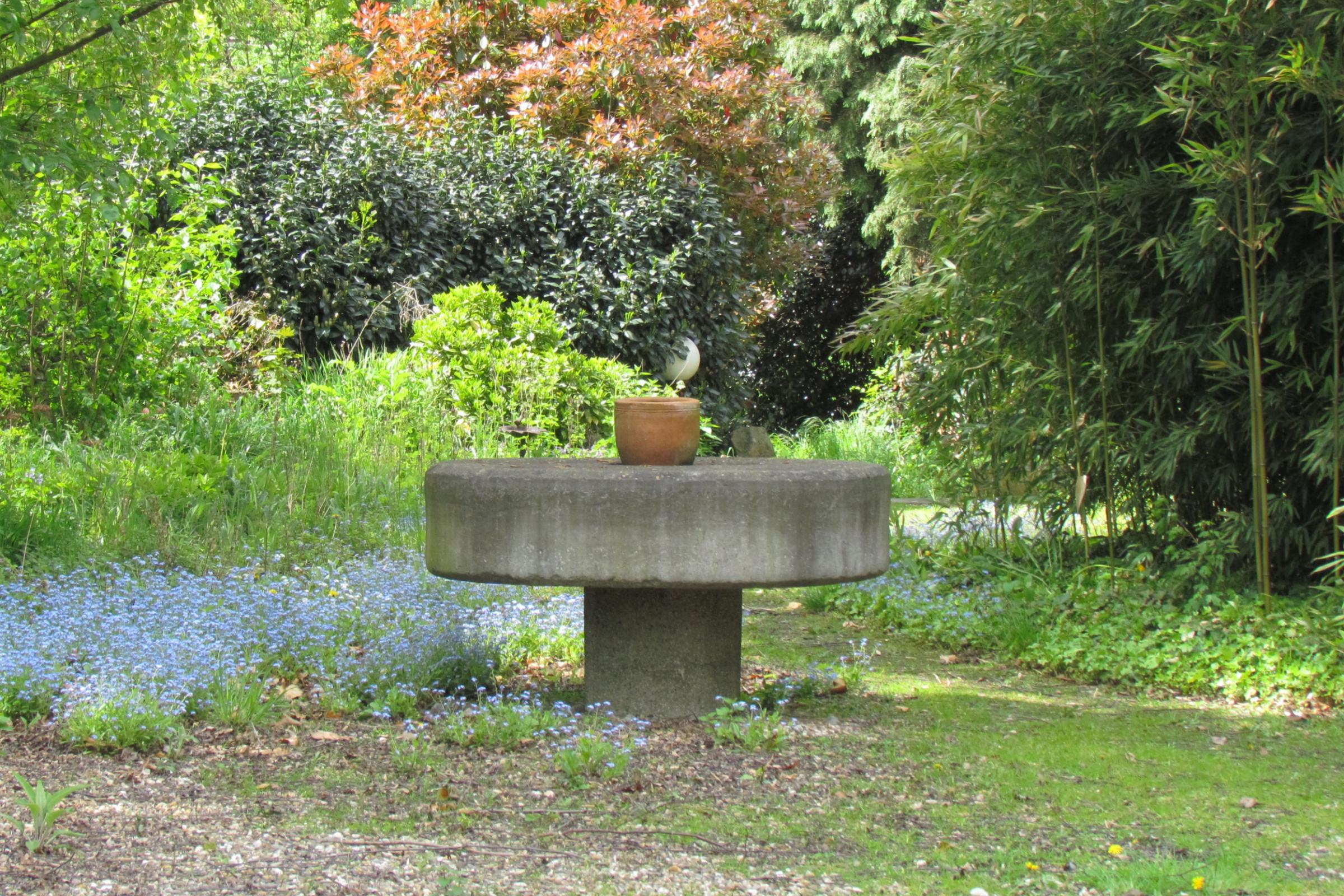
Alter Mahlstein an der Hammer Mühle
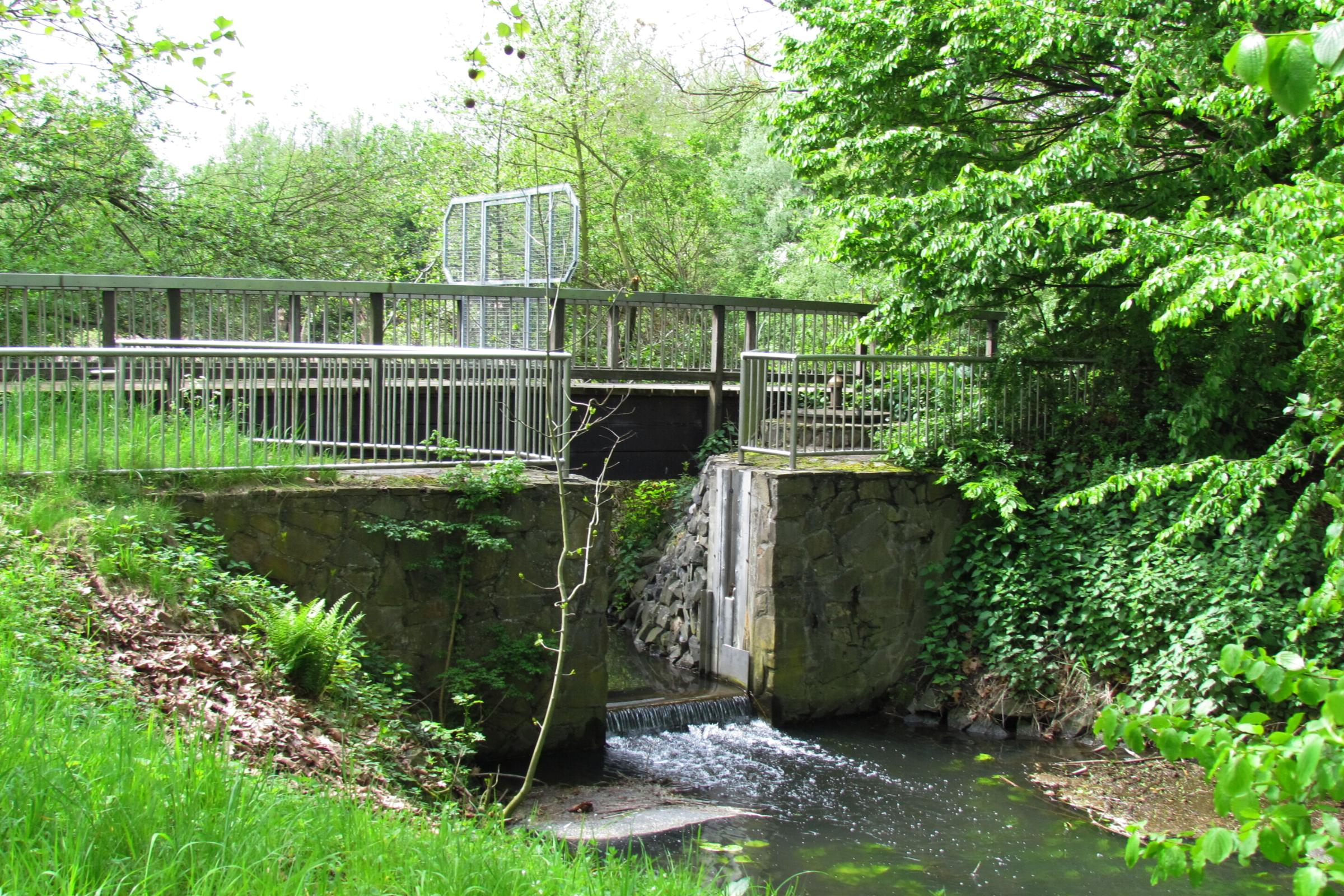
Stauwehr am Hammer Bach an der Hammer Mühle